# Balderschwang
Balderschwang è un comune tedesco di 219 abitanti, situato nel land della Baviera.